# Partito della Classe Media
Il Partito della Classe Media (in olandese: Middenstandspartij - MSP) fu un partito politico dei Paesi Bassi di orientamento liberal-progressista il cui obiettivo era rappresentare le istanze della fascia di popolazione «stretta tra la classe possidente e il proletariato».

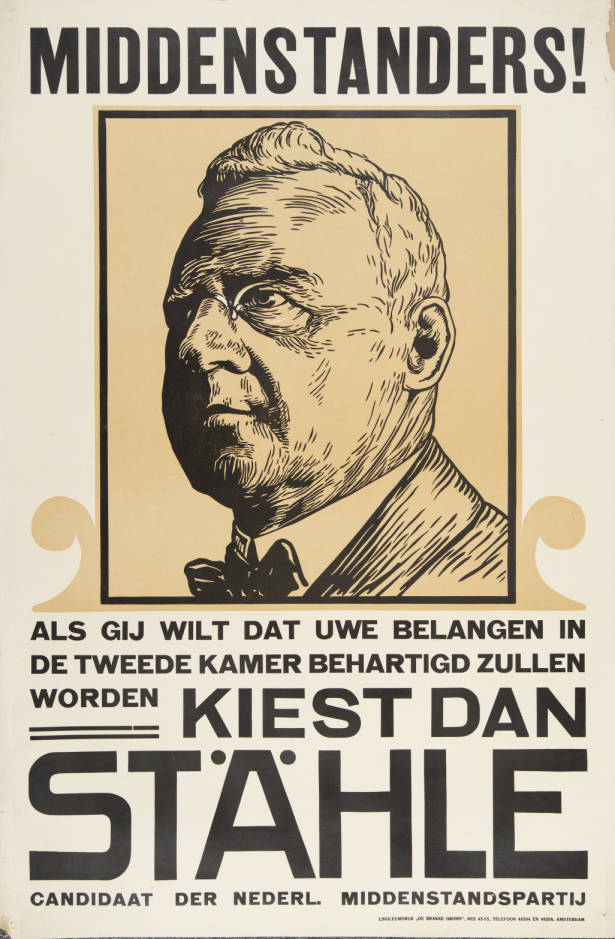
Manifesto elettorale del 1925

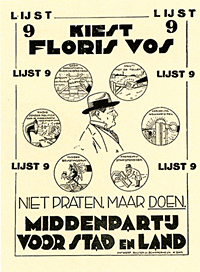
Manifesto elettorale del 1929

Fondato da Abraham Staalman nel 1918, nel 1921 si federò al Partito Liberale di Stato, ma mantenne un'identità politica autonoma; nel 1929, sotto la guida di Floris Vos, dette vita al Partito di Mezzo per la Città e la Campagna (Middenpartij voor Stad en Land), destinato a scomparire nel 1933.
Successivamente, al partito si ispirarono due ulteriori soggetti politici. In particolare:
- nel 1947 si costituì un nuovo «Partito della Classe Media», dissoltosi nel 1966[3];
- nel 1970 nacque il Partito della Classe Media del Paesi Bassi (Nederlandse Middenstands Partij), dal quale, nel 1972, si scisse la componente legata a Jacques de Jong, che fondò il Partito Democratico di Mezzo (Democratische Middenpartij); in seguito ridenominato Nuovo Partito di Mezzo (Nieuwe Midden Partij)[4][5], si sciolse dopo le elezioni legislative del 2002.

## Risultati
| Elezione                                    | Voti                       | %                          | Seggi                      |
| Partito della Classe Media                  | Partito della Classe Media | Partito della Classe Media | Partito della Classe Media |
| ------------------------------------------- | -------------------------- | -------------------------- | -------------------------- |
| Legislative 1918                            | 12.663                     | 0,94                       | 1 / 100                    |
| Legislative 1925                            | 23.176                     | 0,75                       | 0 / 100                    |
| Partito di Mezzo per la Città e la Campagna |                            |                            |                            |
| Legislative 1929                            | 39.955                     | 1,18                       | 1 / 100                    |
| Partito della Classe Media                  |                            |                            |                            |
| Legislative 1948                            | 40.949                     | 0,83                       | 0 / 100                    |
| Legislative 1952                            | 25.108                     | 0,47                       | 0 / 100                    |
| Partito della Classe Media dei Paesi Bassi  |                            |                            |                            |
| Legislative 1971                            | 95.706                     | 1,51                       | 2 / 100                    |
| Legislative 1972                            | 32.970                     | 0,45                       | 0 / 100                    |
| Legislative 1998                            | 23.512                     | 0,27                       | 0 / 100                    |
| Nuovo Partito di Mezzo                      |                            |                            |                            |
| Legislative 2002                            | 2.305                      | 0,02                       | 0 / 100                    |